# Йегер, Герман
Герман Йегер (нем. Hermann Jäger; 7 октября 1815, Мюнхенбернсдорф — 5 января 1890, Айзенах) — немецкий ботаник и садовод.
Получил специальное образование в Бельведере, возле Веймара. В 1844 назначен придворным садовником в Айзенахе.